# ملفات فيسبوك
ملفات فيسبوك تشير إلى تسريب وثائق من منصة التواصل الاجتماعي فيسبوك أعلن عنها في عام 2021 والذي كانت موضوع تقرير من جريدة وول ستريت جورنال. وزعمت فرانسيس هوغن مسربة الوثائق أن فيسبوك على علم أن منتجاته تغذي الكراهية وتضر بصحة الأطفال العقلية. واتهمت الشركة باختيار «الربح المادي على السلامة». وكتب كيسي نيوتن من موقع ذا فيرج «هذا كان أكبر تحدي للشركة منذ فضيحة بيانات فيسبوك-كامبريدج أناليتيكا.»

## وصلات خارجية
- الموقع الرسمي